# Мала Малаговська
Мала Мала́говська (рос. Малая Малаговская) — присілок у складі Омутнінського району Кіровської області, Росія. Входить до складу Шахровського сільського поселення.
Населення становить 54 особи (2010, 76 у 2002).
Національний склад станом на 2002 рік — росіяни 50 %, удмурти 50 %.